# Estadio de Fútbol Nacional de Guam
El Estadio de Fútbol Nacional de Guam (en inglés: Guam National Football Stadium) es un estadio de usos múltiples en Agaña (Hagåtña) en el territorio dependiente de Guam. En la actualidad, es más utilizado para los juegos de fútbol. El equipo nacional de Guam en el fútbol lo usa como su sede habitual, además del equipo de fútbol local conocido como Guam Shipyard. El estadio tiene capacidad para recibir hasta 1 000 personas.